# Nazionale maschile di pallavolo del Mozambico
La nazionale maschile di pallavolo del Mozambico è una squadra africana composta dai migliori giocatori di pallavolo del Mozambico ed è posta sotto l'egida della Federazione pallavolistica del Mozambico.

## Risultati

### Competizioni CAVB
| 1967 | non qualificata | -            |
| 1971 | non qualificata | -            |
| 1976 | non qualificata | -            |
| 1979 | non qualificata | -            |
| 1983 | non qualificata | -            |
| 1987 | non qualificata | -            |
| 1989 | non qualificata | -            |
| 1991 | non qualificata | -            |
| 1993 | non qualificata | -            |
| 1995 | non qualificata | -            |
| 1997 | non qualificata | -            |
| 1999 | non qualificata | -            |
| 2001 | non qualificata | -            |
| 2003 | non qualificata | -            |
| 2005 | non qualificata | -            |
| 2007 | 9º posto        | Convocazioni |
| 2009 | non qualificata | -            |
| 2011 | non qualificata | -            |
| 2013 | non qualificata | -            |
| 2015 | non qualificata | -            |
| 2017 | non qualificata | -            |
| 2019 | non qualificata | -            |
| 2021 | non qualificata | -            |
| 2023 | non qualificata | -            |